# Valencia, Venezuela
Valencia je mesto v Venezueli, znano po svoji bogati zgodovini in industrijskem pomenu. Je glavno mesto zvezne države Carabobo in tretje največje mesto v Venezueli. Valencio pogosto imenujejo »Industrijska prestolnica Venezuele« zaradi številnih industrijskih obratov ter proizvodnih podjetij.

## Zgodovina
Ustanovljena je bila 25. marca 1555, ustanovitelj in prvi župan je bil kapitan Alonso Díaz Moreno. Valencia ima dolgo in bogato zgodovino. Bila je prvo špansko naselje v severnem delu osrednje Venezuele. Mesto ima danes približno 2,6 milijona prebivalcev (podatki iz leta 2022).